# Monasterio de San Pedro (Siresa)
El monasterio de San Pedro de Siresa es un monasterio románico que se encuentra emplazado en el valle pirenaico de Hecho, en la población de Siresa, dentro del término municipal del Valle de Hecho, provincia de Huesca (Aragón, España) y que se encuentra a 822 m de altitud, tratándose del monasterio aragonés situado geográficamente más al norte.
Declarado Monumento Nacional en 1931, desde entonces se han llevado a cabo diversas campañas de restauración. Actualmente es la iglesia parroquial del núcleo de Siresa.

## Historia
Se trata de una antigua fundación, posiblemente visigóticay, de hecho, las excavaciones realizadas en 1991 así lo atestiguaron, aunque se volvieron a soterrar los restos localizados en las mismas. Su esplendor en época tan temprana seguramente se vio impulsado por la proximidad de una antigua calzada romana, que seguía el valle de Hecho, desde Zaragoza y Berdún, en el municipio de Canal de Berdún, al Bearne, ya en Francia, pasando por el collado del Puerto de Palo.
La primera noticia documental de este establecimiento se encuentra en una donación de tierras efectuada en 833, concretamente el 25 de noviembre, por Galindo Garcés, conde de Aragón entre 833 y 844, y su esposa Guldegrut. El primer abad del monasterio fue Zacarías, quien organizó el monasterio de acuerdo con las reglas fijadas en 816 en un sínodo celebrado en Aquisgrán, inspiradas en la regla de Crodegango de Metz.
Más adelante, en una visita realizada en 852, Eulogio de Córdoba transmite noticias a Guilesindo de Pamplona sobre el esplendor del monasterio y de su biblioteca. Encontró en San Pedro de Siresa obras de tradición grecolatina que no habían sido conservadas en la Córdoba califal, como la conservación de la Eneida, obra cumbre de la literatura épica latina, poesías de Horacio y Juvenal, fábulas de Aviano o La ciudad de Dios de Agustín de Hipona, que a partir de ese momento formaron parte de la cultura hispánica andalusí.
En 867, Galindo I Aznárez, sucesor de Galindo Garcés y conde de Aragón entre 844 y 867, le cedió la villa de Hecho, cabeza del valle, además de un importante patrimonio que incluía decenas de viñedos, campos de labor y la villa de Surba. La donación de Hecho al monasterio fue efectuada el año 864, donación a la que se añadieron todas las tierras del valle de Hecho, desde Javierregay —hoy en término municipal de Puente la Reina de Jaca— hasta el lugar de Aguas Tuertas, en pleno Pirineo, donde nace el río Aragón Subordán, hoy en término municipal de Ansó.
El monasterio también se benefició de la restauración de la antigua sede episcopal de Huesca, desaparecida durante mucho tiempo; de hecho, desde 922 fue sede episcopal. Durante los años siguientes del siglo X recibió importantes donaciones y confirmaciones de propiedades por parte del poder, recibiendo por ejemplo la población de Hecho como donación. A ello cabe añadir una política de inversión de las rentas monásticas en la adquisición de nuevas tierras.
El propio conde Galindo Aznárez fundó posteriormente el monasterio de San Pedro de Jaca, en Jaca, que recibió la advocación de San Pedro por ser sus fundadores monjes procedentes del monasterio de San Pedro de Siresa.
A consecuencia de la expedición contra Pamplona de Almanzor de 999, se despobló el monasterio de Siresa. En 1063 pasó a depender de la diócesis de Jaca y más adelante, en 1077, el rey Sancho Ramírez de Aragón estableció una comunidad de canónigos que seguían la regla de san Agustín. A su frente situó a su hermana la condesa doña Sancha, que dirigió el cenobio entre 1082 y fines de 1095. Tenía la categoría de Capilla Real, independizándose por la vía de hecho de su dependencia respecto de Jaca.
En este monasterio se educó el príncipe Alfonso (1073-1134), que una vez se convirtió en rey de Aragón, con el nombre de Alfonso I el Batallador, confirmó, en 1113, los privilegios del monasterio, además de otorgarle otras propiedades y beneficios adicionales.
El monasterio inició su decadencia al producirse la unión definitiva con la diócesis de Jaca en 1145.

## El edificio
Es en esta época cuando, posiblemente, se levanta buena parte de la iglesia actual, reflejo de la época de esplendor, y único elemento que ha sobrevivido del monasterio. Concretamente, la edificación se inició en el año 1082, como reforma de la antigua abadía carolingia. Se reanudó a mediados del mismo siglo pero parece que quedó inacabada.
Se trata de una construcción de grandes dimensiones, de planta cruciforme de cruz latina y con un único ábside semicircular por su interior, aunque en el exterior es poligonal,bajo el que se encuentra la cripta. Esta iglesia conserva restos de construcciones prerrománicas, a los pies de la nave. En este sentido hay que destacar la maciza construcción que da forma en la puerta principal, exteriormente destaca un cuerpo que se avanza del nivel de la fachada, rematado con un par de arcos de medio punto, y un pequeño campanario dotado desde 1920 con un reloj mecánico, de la empresa Coll de las Cellas, aún en funcionamiento. En el tímpano de esta puerta figura un crismón. Interiormente esta estructura soporta una tribuna elevada. 
En el crucero hubo un cimborrio provisto con cúpula semiesférica que, tras derrumbarse por un incendio, fue sustituido en el tramo central del crucero por una bóveda de arista, y los tramos laterales por bóveda de cañón. El ábside tiene tres aberturas, que se combinan con arcos ciegos, interior y exteriormente, decorados tan solo por cordones.
En el siglo XIII se llevó a cabo una restauración del edificio, de menor calidad arquitectónica, apreciable a simple vista.

### Arte mueble
Conserva aún una parte de su mobiliario del que hay que destacar un Cristo de un descendimiento, posiblemente del siglo XIII, una Virgen del siglo XIII y unos retablos góticos dedicados a San Juan Evangelista, la Trinidad, San Esteban y Santiago.
Es de destacar que, contrariamente a los usos de la zona y período, no existe ninguna escultura en la edificación, que presenta de este modo un aspecto de total sobriedad. De este modo, casi el único elemento decorativo presente en su fachada es el crismón.

## Leyendas
El Santo Grial
Se dice que en un hueco abierto en el ábside se encontró el Santo Grial, al que se relaciona también con algunas otras edificaciones religiosas de las cercanías, como el monasterio de San Juan de la Peña, la cueva de Yebra de Basa, la iglesia de San Adrián de Sásabe, San Pedro de la Sede Real de Bailo, o la Catedral de Jaca, hasta su posterior traslado a Valencia, concretamente a su catedral después de pasar por Zaragoza y Barcelona.

## Galería de imágenes

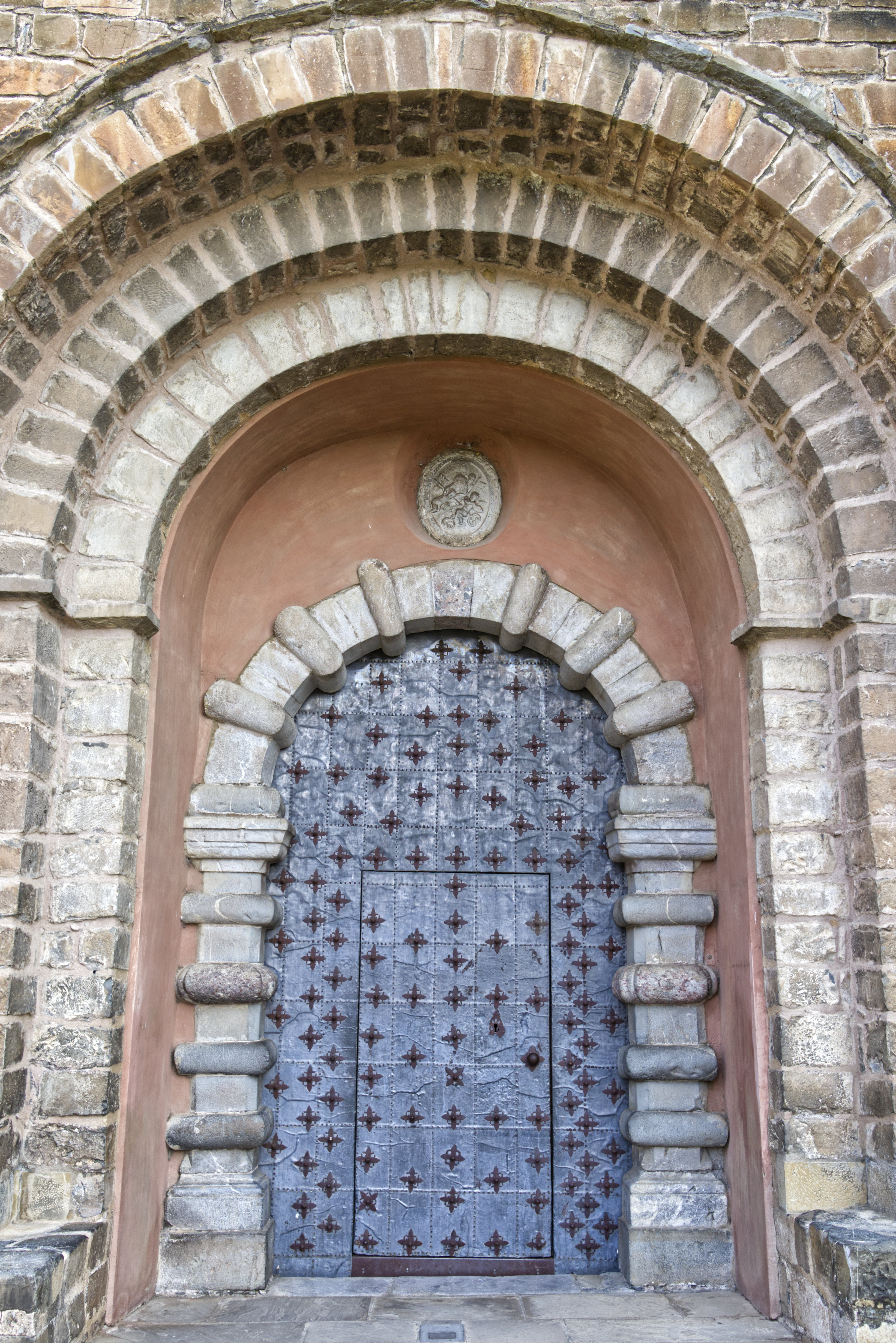
Puerta del muro sur
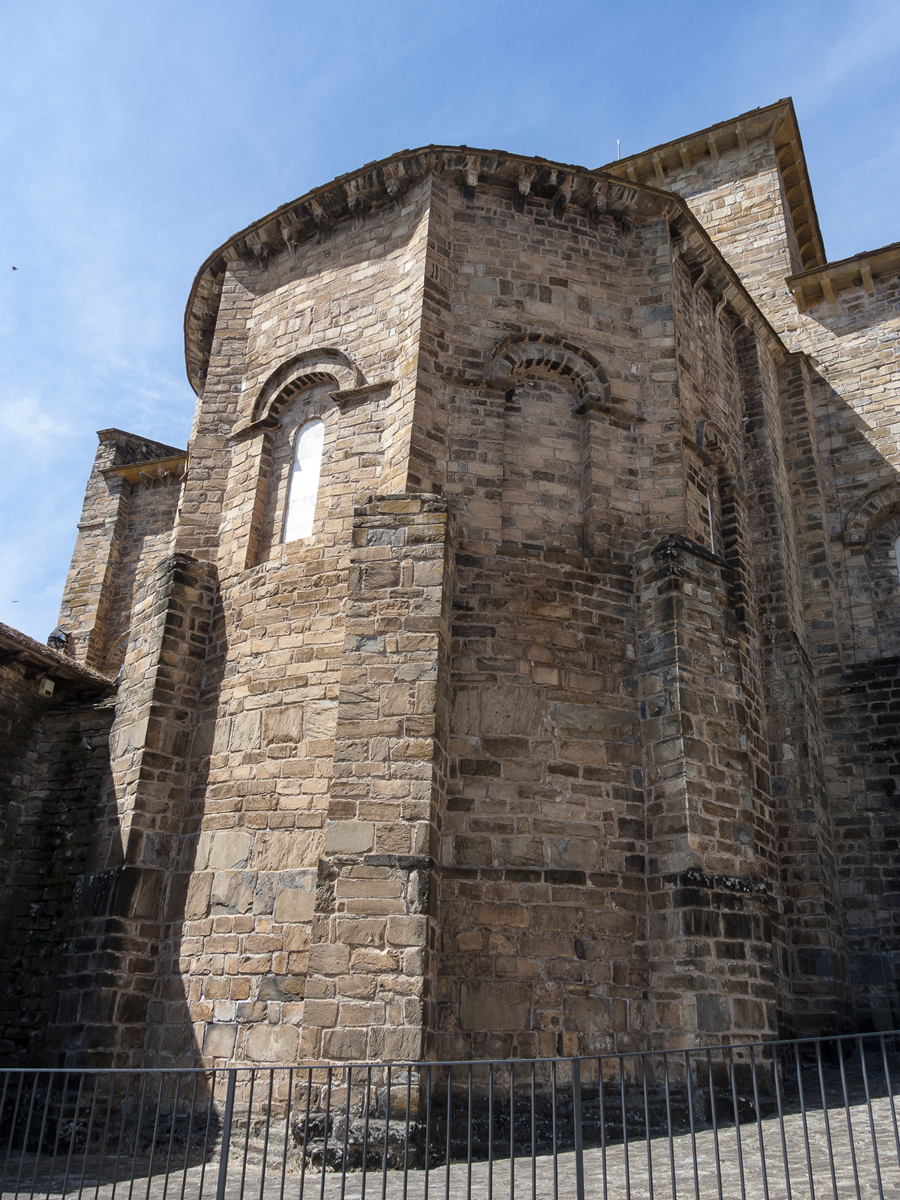
Ábside
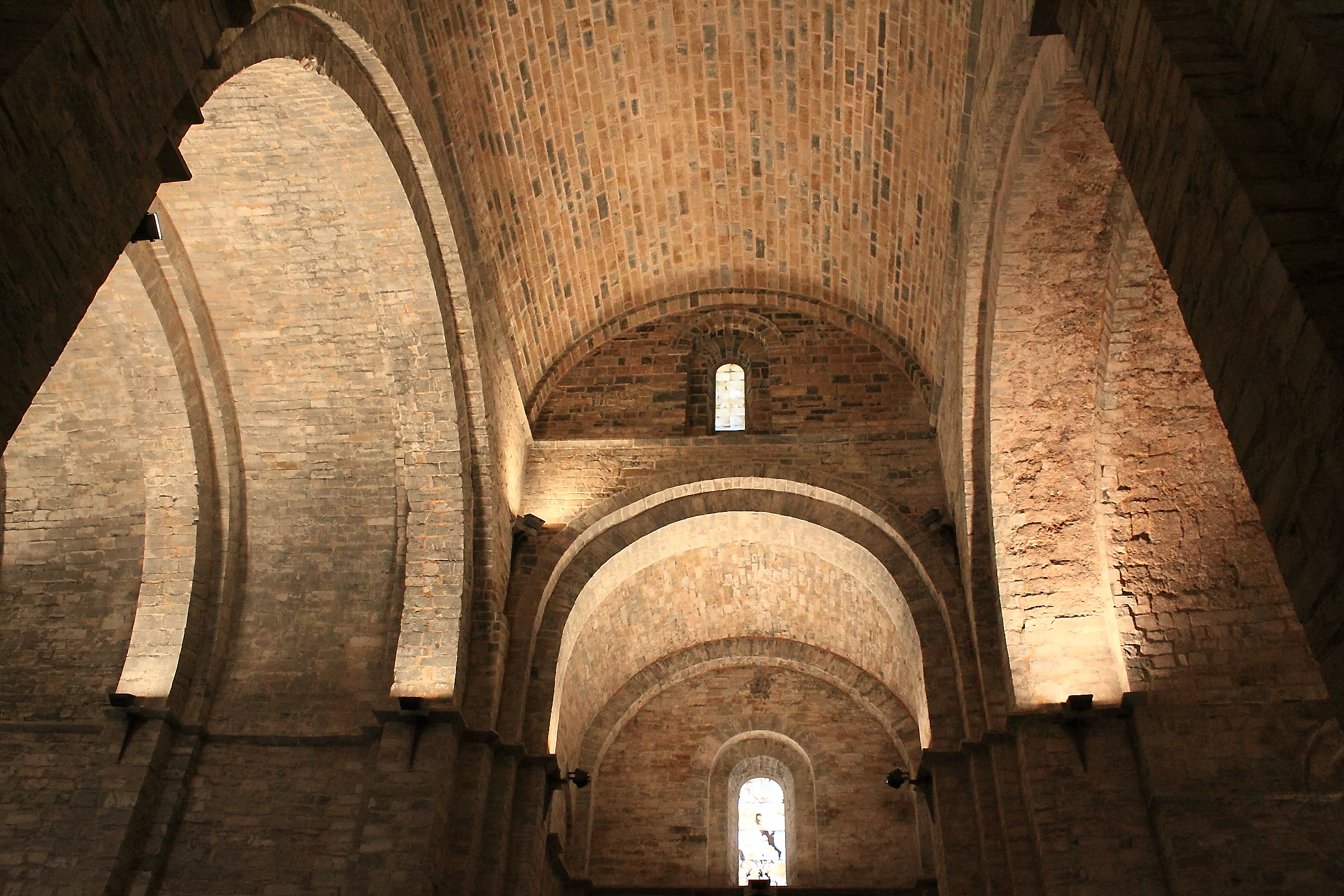
Crucero y muro sur
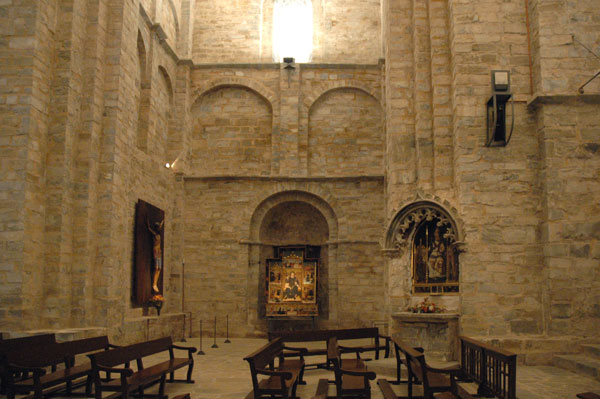
Crucero norte con el crucifijo y los retablos de Santiago y San Nicolás
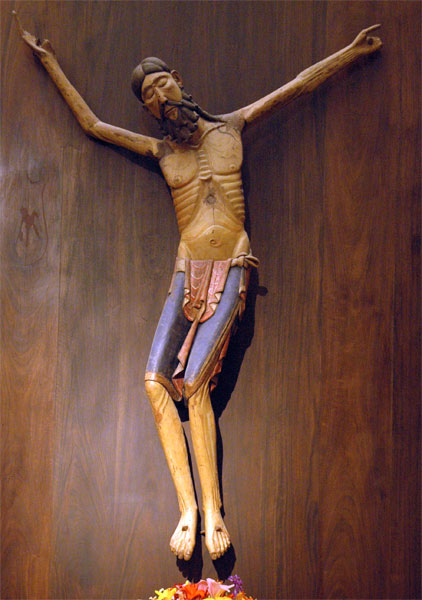
Crucifijo gótico (S. XIII)
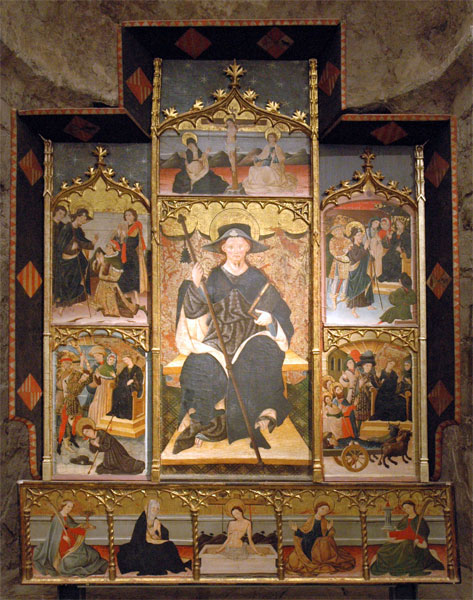
Retablo de Santiago, de Blasco de Grañén (S. XV)
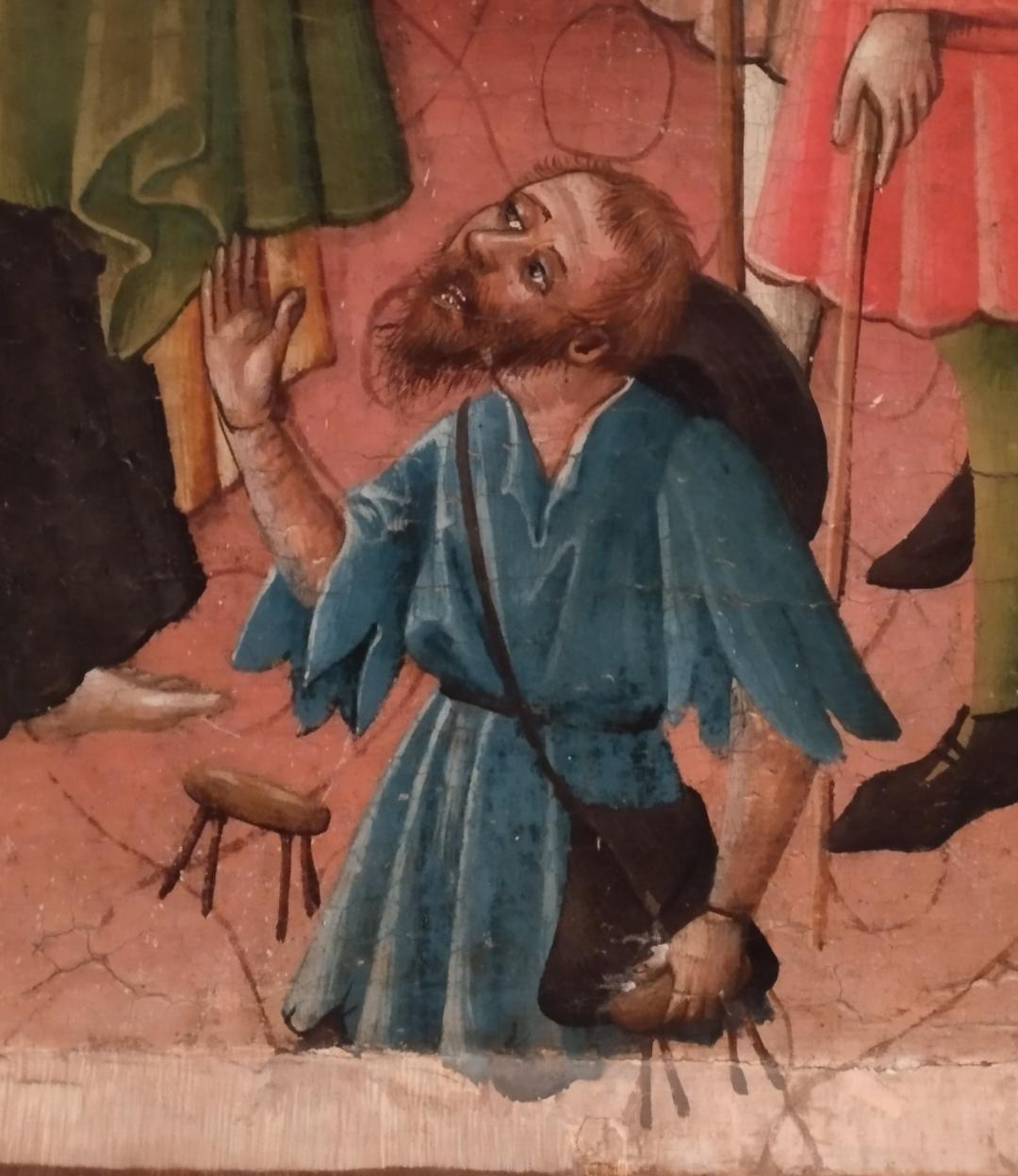
Retablo de San Juan Bautista. Un inválido